# Medal of Honor: Frontline

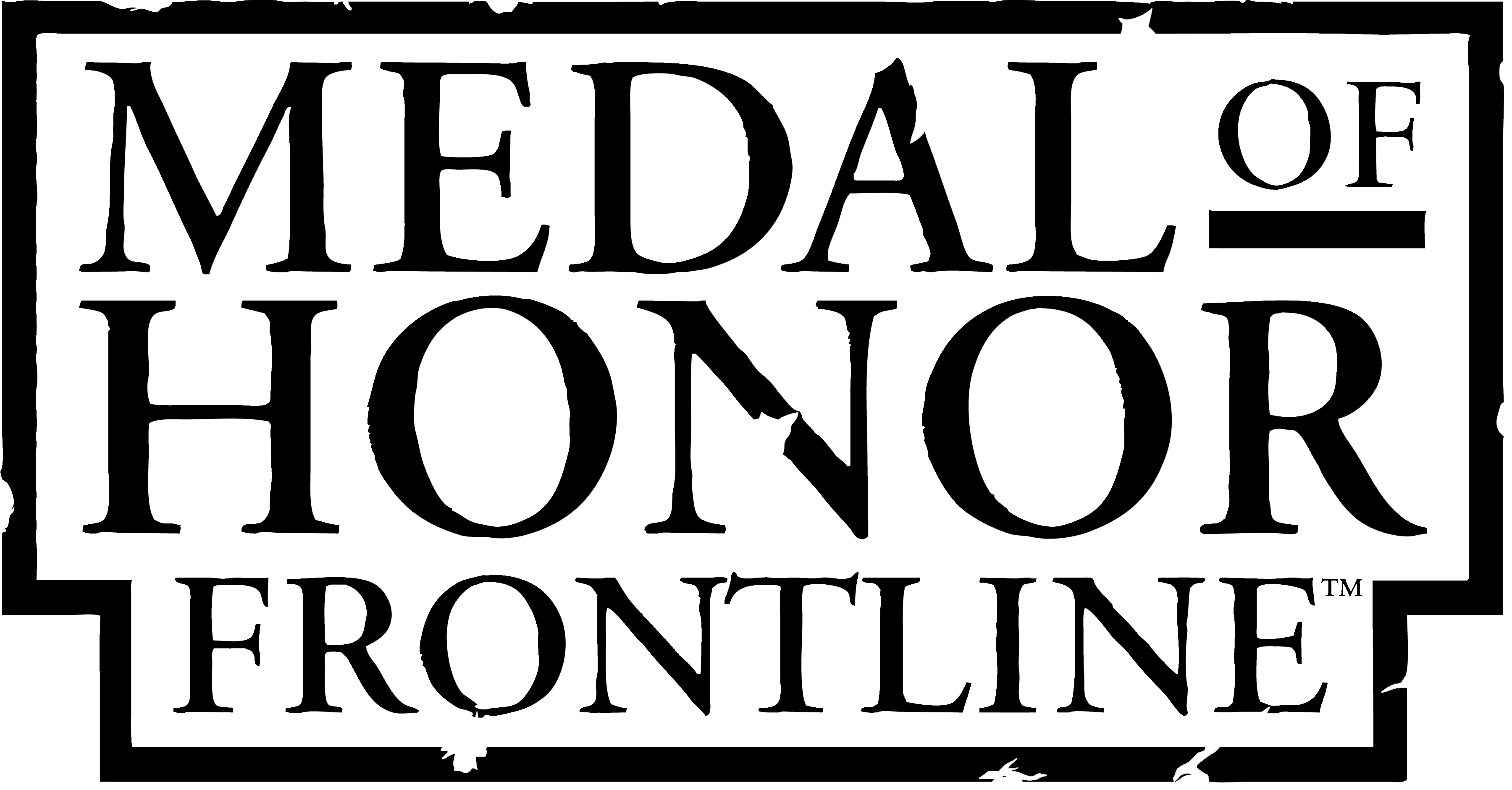
Frontline logo

Medal of Honor: Frontline is een first-person shooter ontwikkeld door EA Los Angeles en uitgegeven door Electronic Arts. Het is het vierde spel in de Medal of Honor-serie. Het spel kwam uit voor de PlayStation 2 op 7 juni 2002 en voor de Xbox en GameCube op 6 december 2002. Op 15 oktober 2010 kwam een hogedefinitieversie uit voor de PlayStation 3. Deze versie werd ook geleverd als gratis bonuscontent bij Medal of Honor: Tier 1.